# فرانسيس هنري سالفن
فرانسيس هنري سالفن (1817–1904) كاتبًا إنجليزيًا في الصقارة وصيد الغاق.

## حياته
وُلِدَ في كروكسديل هال في 4-April-1817، وهو خامس وأصغر أبناء ويليام توماس سالفين، من كروكسديل هال، دورهام، وزوجته ويليام آنا ماريا، ابنة جون ويب-ويستون، من ساتون بليس، ساري. درس فرانسيس في كلية أمبلفورت، وخدم لعدة سنوات في المليشيا، والتحق بالكتيبة الثالثة من فوج يورك ولانكستر في عام 1839 وتقاعد برتبة نقيب عام 1846.1
في 1857 ورث سالفن  عن عمه، توماس مونينجتون ويب ويستون، قصر تيودور ساتون بليس، ساري، لكنه كان يقطن عادةً في عقار ويتمور هاوس. قام سالفن بتدريب صغار القضاعة (حيوان) على إتباعه مثل الكلاب والنوم على حِجْره، وفي وقت من الأوقات إحتفظ سالفن بخنزير بري مع طوق وجرس.كان نشطًا في الرياضات الخارجية حتى عندما تجاوز عمره السبعين. 1
توفيّ سالفن اعزب 2-October-1904، في مانور هاوس، ساتون بارك، جيلفورد، ودُفن في مقبرة سانت إدوارد، ساتون بارك. 1

## الرياضات الميدانيّة

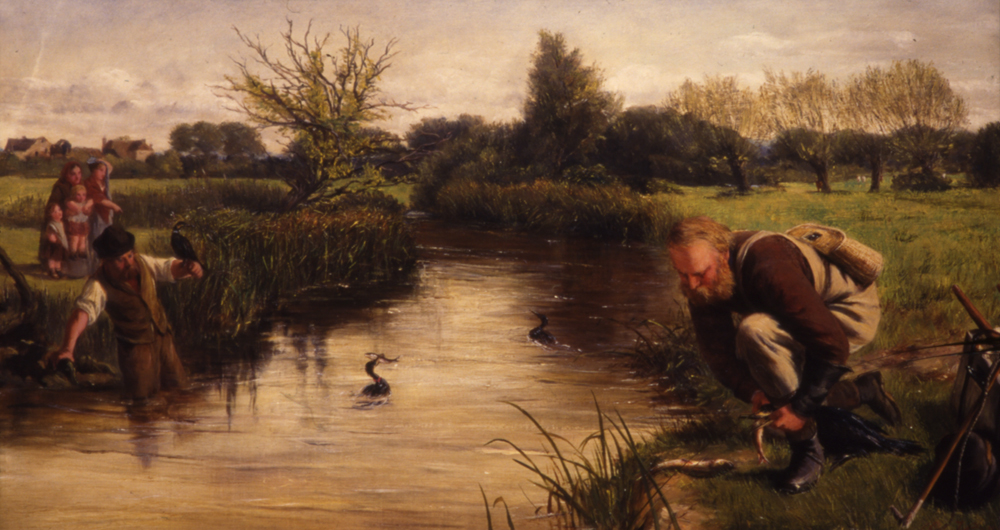
صيد الأسماك بالوكالة، مشهد نهر يظهر فرانسيس هنري سالفين وطيور الغاق.

كَبُر حب سالفن المبكر للصقور من قبل أحد معارفه يُدعى جون تونج، مساعد الصّقار لتوماس ثورنتون. في عام 1843 قام بجولة لإصطياد الصقور مع جون بيلز، الذي كان يعمل لدى صقار إنجلترا الكبار  في إنجلترا، شمال إنجلترا؛ وعندما سكن مع فوجه في إيرلندا، إعتاد أن يُطيّر الصقور والغراب وطائرالعقعق. كما أنه أحتفظ بطيور الباز لعدة سنوات، والقواع جبلي، الأرانب ودجاجة الماء خضراء الأقدام، وقد قام برحلات ناجحة مع هذه الحيوانات. إخترع سالفن قوس محمول لهذه الطيور. وكان عضوًا بارزًا في عام 1870 في نادي الصقور القديم الذي التقى فيه ويلتشير داونز.1 
وقد حقق سالفن في إنجلترا نجاحًا كبيرًا  بِصفته أول من أحيا الرياضة القديمة لصيد الأسماك مع الغاقيات.في عام 1849 أخذ سالفين أربعة طيور وحوالي 1200 سمكة كبيرة إلى دريفيلد، كيلني، وأماكن أخرى في شمال إنجلترا لفترة امتدت إلى 28 يومًا. طائر الغاق الشهير الخاص بسالفين «إيزاك والتون»، الذي تم إحضاره من روتردام، عام 1847، كان محشوًا من قبل جون هانكوك، وتم وضعه في متحف نيو كاسل اون تاين. آخر، «المفتش الفرعي»، أول طائر غاق معروف تم تربيته في الحبس، تم عرضه في معرض المصايد، جنوب كنسينغتون، في عام 1883، وتم إرساله إلى حدائق الحيوان في لندن بعد وفاة سالفين، وظل على قيد الحياة حتى عام 1911.1

## أعماله
سالفن، أحد المساهمين في شركة ذا فيلد، تعاون في عملين لتدريب الصقور. الأول، تدريب الصقور في الجزر البريطانية (1855؛ التحرير الثاني. 1873)، مع ويليام برودريك من تشودلي، كان لديه أشكال من الصقور التي رسمها برودريك، وقارنها بعمل جوزيف وولف. ساعد سالفين أيضًا غيج أيرل فريمان في تدريب الصقور: طلباتها، تاريخها وكيفية ممارستها عام 1859، وأُلحقت ملاحظاته حول تدريب ثالعب الماء وطيور الغاق كونها له.1